# 児玉幸治
児玉 幸治（こだま ゆきはる、1934年〈昭和9年〉5月9日 - 2025年〈令和7年〉4月26日）は、日本の通産官僚。通商産業事務次官、商工組合中央金庫理事長等を歴任した。父の児玉秀一は元広島県議会議長、長男の児玉哲哉はバークレイズ証券会長。経済産業省大臣官房審議官や近畿経済産業局長を務めた関総一郎は娘婿。2014年（平成26年）春の叙勲で、瑞宝重光章受章。

## 略歴
- 1953年（昭和28年）3月：広島大学附属高等学校卒業
- 1957年（昭和32年）3月：東京大学法学部卒業
- 1957年（昭和32年）4月：通商産業省入省
- 通商産業省産業政策局企業行動課長
- 通商産業省基礎産業局基礎化学品課長
- 通商産業省機械情報産業局次長
日米半導体交渉において、日本市場における米国製半導体のシェアを20%とする覚書を交わす。
- 通商産業大臣官房総務審議官
- 1985年（昭和60年）6月：通商産業大臣官房長
- 1986年（昭和61年）6月：通商産業省機械情報産業局長
- 1988年（昭和63年）6月：通商産業省産業政策局長
- 1989年（平成元年）6月：通商産業事務次官
- 1991年（平成3年）6月：退官
- 1991年（平成3年）6月：通商産業省顧問
- 1991年（平成3年）6月：財団法人産業研究所顧問
- 1991年（平成3年）6月：財団法人国際経済交流財団顧問
- 1992年（平成4年）2月：株式会社日本興業銀行顧問
- 1993年（平成5年）6月：商工組合中央金庫理事長
- 2001年（平成13年）6月：株式会社商船三井取締役
- 2001年（平成13年）7月：財団法人日本情報処理開発協会会長
- 2005年（平成17年）6月：HOYA株式会社取締役
- 2007年（平成19年）4月：株式会社東京ドーム監査役
- 2007年（平成19年）6月：旭化成株式会社社外取締役
- 2007年（平成19年）11月：財団法人機械システム振興協会会長
- 2025年（令和7年）4月26日：肺炎のため死去した[3][4]。90歳没。死没日付をもって正四位に叙された[5]。

## 同期
旧通産省同期入省者には、村岡茂生（通産審議官）、濱岡平一（資源エネルギー庁長官）、矢橋（山本）有彦（科技庁官房長）、岩崎八男（中小企業庁長官）、宮田満（エネ研顧問、評論家）、村田文男（大阪商品取引所理事長）、前田典彦（国際商事仲裁協会理事長）、上杉一雄（日野自動車専務）、宮野素行（四国通産局長、余暇開発センター理事長）、内田禎夫（通産省大臣官房審議官、中小企業事業団副理事長、アラ石参与）、本郷英一（科技庁振興局長）など。

## その他役職
- 財団法人旭硝子財団理事
- 財団法人国際科学振興財団理事
- 財団法人社会経済生産性本部理事
- 財団法人日本貿易関係手続簡易化協会理事
- 財団法人商工総合研究所理事長
- 財団法人日本立地センター理事
- 財団法人コンピュータ教育開発センター副理事長
- 財団法人企業活力研究所会長
- 財団法人日本音楽財団理事
- 社団法人先端技術産業戦略推進機構副会長
- 社団法人ニュービジネス協議会特別顧問
- 社団法人日本中小企業団体連盟顧問
- 日本商工会議所特別顧問
- 特定非営利活動法人NPO情報セキュリティフォーラム理事
- 次世代電子商取引推進協議会顧問
- 日本流通情報学会特別顧問
- 繊維産業流通構造改革推進協議会顧問
- 特定非営利活動法人キャリア･ワールド理事
- 全日本大学開放推進機構顧問